# ميزوكوفشد
ميزوكوفشد هي بلدة تقع في مقاطعة بورسود-آبائوي-زمبلن شمال المجر.